# Четирипръст таралеж
Четирипръстите таралежи (Atelerix albiventris) се вид бозайници от семейство Таралежови (Erinaceidae), разпространени в саваните на Африка.

## Физически характеристики
Четирипръстият таралеж има овално тяло с дължина 15-25 cm и маса 250-600 g, като женските обикновено са по-едри от мъжките. Краката са къси, опашката обикновено е дълга около 2,5 cm, носът е удължен, а очите са малки. Ушите и мустаците са относително големи, което помага за изострените сетива на животното. За разлика от сродните видове, четирипръстият таралеж най-често има само по четири пръста на краката — палецът липсва. При отделни екземпляри на мястото на палеца може да има малка костна издутина или дори добре развит пръст, особено на задните крака.
Оцветяването варира значително, но обикновено дивите екземпляри имат кафява или сива козина с бели връхчета по гръба. Долната част на тялото е сива на петна с кафяво около муцуната и бели лице, крака и корем. Горната страна на тялото е покрита с бодли с дължина 5 до 17 mm, най-дълги по горната страна на главата. Бодлите могат да имат различен цвят, но върхът и основата им винаги са бели.
Пенисът при мъжките е видим и разположен в средата на корема, а тестисите са изтеглени в торбички близо до ануса. Женските имат от два до пет чифта зърна.

## Разпространение и местообитания
Четирипръстият таралеж се среща в широка ивица, обхващаща саваните на Африка от Сенегал на запад до Сомалия на изток, както и в Източна Африка до Мозамбик на юг. Предпочита тревисти местообитания или редки открити гори, като, макар и типичен за равнините, може да бъде открит до надморска височина от 2000 m. Избягва гористите или блатисти местности, тъй като използва тревите и скалите за укритие.

## Поведение
Четирипръстите таралежи живеят поединично и са активни главно през нощта. Обикновено се придвижват по земята, макар че при нужда може да се катери и да плува. Те са много енергични, като понякога за една нощ обхождат километри в търсене на храна – насекоми, червеи, охлюви, паяци и дори дребни гръбначни. Имат силна устойчивост към токсини и е установено, че ядат и скорпиони и дори отровни змии. През лятото прекарват до 6 седмици в естивация, което се дължи не на високата температура, а на недостига на храна.
Обичайните звуци, издавани от четирипръстия таралеж, са сумтене, съскане и тихо цвърчене, но когато е нападнат може да пищи силно, а мъжките издават звуци, подобни на птичи, за да привличат женските по време на размножаване.
При среща с неприятел, обичайната защитна реакция на четирипръстия таралеж е да напрегне мускулите на гърба си, така че бодлите да се изправят, след което да се свие на топка, защитавайки крайниците и главата си. Ако нападението продължи, може да започне да прави резки движения, опитвайки се да набоде нападателя с бодлите, и да смъркащи звуци. За разлика от бодливите свинчета, при таралежите бодлите не се откъсват, след забиването в противника.
Когато четирипръстите таралежи са изложени на непозната или особено силна миризма, те понякога започват да отделят пенеста слюнка, с която намазват бодлите си. Не е напълно изяснена причината за това, но се предполага, че това е защитна мярка, тъй като те реагират по същия начин на някои отровни жаби.